# Ficus membranacea
Ficus membranacea là một loài thực vật có hoa trong họ Moraceae. Loài này được C.Wright mô tả khoa học đầu tiên năm 1870.